# Foka, bizantski car
Foka (lat. Flavius Phocas Augustus, grč. Φωκᾶς, Phokas) (?, 547. - ?, 5. listopada 610.), istočnorimski (bizantski) car između 602. – 610. godine.

## Dolazak na vlast
Foka je bio časnik bizantske vojske koja se borila na Balkanu protiv Avara. Krajem šestog stoljeća Bizant se našao u financijskim problemima tako da je car Mauricije uveo nepopularne mjere drastične štednje. Jedna od tih mjera je bila da vojska koja ratuje s Avarima i Slavenima prezimi na sjevernoj obali Dunava (današnja Rumunjska) gdje će se izdržavati od hrane oduzete tim narodima. Na vijest o tom naređenju tamošnja vojska se pobunila, proglasila Foku svojim carem i krenula na Carigrad. Gotovo istovremeno (602. godina) u Carigradu je zavladala glad tako da nitko nije podupro starog cara koji će biti uhvaćen i pogubljen sa svojom djecom. Tim prvim uspješnim nasilnim preuzimanjem vlasti u povijesti Carigrada Foka je od povjesničara dobio najcrnje moguće atribute.

## Vladavina i pobuna
Dolazak Foke na vlast je bio pozdravljen od stanovništva carstva, a njegovu odluku da snizi poreze je sam papa Grgur I. pozdravio nazvavši Foku Božjim oruđem. Tijekom cijele vladavine odnosi između različitih papa i cara će uvijek ostati vrlo dobri bez ikakvih nesuglasica. Daljnjim mjerama Foka je osigurao potporu carigradskog stanovništva i plemića, ali ubrzo se pojavio problem na istoku kada Perzija objavljuje rat kako bi osvetila dobrog cara Mauricija (perzijski kralj je oženio Mauricijevu kćer). Prvih šest godina ovog rata granica se neće značajnije mijenjati tek nakon Heraklijeve pobune 609. godine kada će Foka povući dio vojske s bojišta perzijska vojska će zabilježiti uspjehe. 
Pobuna Heraklija započeta bez ikakvih drugih razloga osim zauzetosti bizantske vojske u ratu s Perzijom i ambicije kojoj je Foka otvorio vrata svojom pobunom 602. godine će dovesti do građanskog rata u Egiptu i Palestini između pristalica jednog i drugog uzurpatora. Na kraju Heraklijeve će snage pobijediti u Egiptu i 610. će godine uploviti u Carigrad gdje će se vidjevši političku promjenu tamošnji vojnici pobuniti, zarobiti Foku i predati ga Herakliju koji će ga vlastoručno ubiti.

## Crna legenda
Ubrzo nakon što se preuzelo vlast od Heraklija i stvaranja njegove dinastije sve loše stvari što se događaju između 610. i 620. godine se pripisuju nesposobnoj vladavini Foke. Bizantski pisac Theophlact Simocatta naziva Foku barbarom, kiklopom i kentaurom odgovornim za sve loše stvari što potresaju Carstvo u doba njegova pisanja. Bizantski povjesničar Teofan i patrijarh Nikefor (oboje iz 9 stoljeća) stavljaju početak pada Bizanta u doba Foke. Identičnu stvar će učiniti i povjesničar Cedren iz 12. stoljeća. Tu sliku će još pogoršati engleski povjesničari J. B. Bury, A. Pernice i R. Sprinter koji Foku zovu čudovištem i najbolesnijom osobom koja je ikad nosila krunu, a G. Ostrogorsky u knjigi o Bizantskom Carstvu ga naziva odgovornim za muslimanska osvajanja koja se događaju četvrt stoljeća nakon smrti ovog cara.
Bez obzira na sve te strahovite legende kada se pogleda stvarna odgovornost Foke za kasnije događaje jedina neupitna je nasilno preuzimanje vlasti koje će otvoriti vrata budućim uzurpatorima. Do trenutka pobune Heraklija Foka kontrolira cjelokupno Rimsko (Bizantsko) Carstvo, a njegov nasljenik će izgubiti 2/3 preuzetog teritorija i to ne odmah nego nekoliko godina ili desetljeća nakon Fokine smrti.

## Vanjske poveznice
- Phocas - Britannica Online (engl.)

| Prethodnik:             | Bizantski carevi | Nasljednik:             |
| Mauricije (582. – 602.) | Bizantski carevi | Heraklije (610. – 641.) |